# Pelexia orthosepala
Pelexia orthosepala är en orkidéart som först beskrevs av Heinrich Gustav Reichenbach och Johannes Eugen ius Bülow Warming, och fick sitt nu gällande namn av Rudolf Schlechter. Pelexia orthosepala ingår i släktet Pelexia och familjen orkidéer. Inga underarter finns listade i Catalogue of Life.